# Stinson L-1 Vigilant
Lo Stinson L-1 Vigilant, precedentemente designato O-49, era un monomotore leggero ad ala alta realizzato dall'azienda statunitense Stinson Aircraft Corporation ed impiegato dall'United States Army Air Corps e Royal Air Force durante la seconda guerra mondiale nei ruoli di aereo da osservazione, da collegamento e ricognizione aerea.

## Storia
Rinnovando la specialità dell'osservazione aerea a favore dell'esercito, che come tradizione risaliva alla prima guerra mondiale, l'United States Army Air Corps considerò necessario un nuovo aereo ed elaborò una specifica emessa nella seconda metà degli anni trenta che portò ad alcuni contratti per modelli alquanto simili tra di loro.

### Sviluppo
Nel 1938 l'USAAC emise una prima specifica per la fornitura di un velivolo leggero destinato all'osservazione in cooperazione ai reparti a terra. Questa venne aggiornata poco tempo dopo che venne presentato alla Cleveland Air Races il tedesco Fieseler Fi 156 Storch. Le capacità STOL dimostrate dal velivolo indussero a rivedere i requisiti per avvicinarsi alle prestazioni dello Storch.
La Stinson (diventata dal novembre 1940 una divisione della Vultee Aircraft Corporation), sviluppò un proprio progetto, designazione aziendale Model 74, realizzando un prototipo nei propri stabilimenti di Wayne, nel Michigan. L'USAAC assegnò la designazione al modello la designazione ufficiale Y0-49 venendo valutato assieme ai concorrenti Bellanca YO-50 e Ryan YO-51 Dragonfly dalla commissione esaminatrice. Ad una valutazione comparativa la commissione dichiarò vincitore lo Y0-49 aggiudicando il contratto di un milione e mezzo di dollari alla Stinson che ne avviò la produzione in serie di 142 esemplari nei propri stabilimenti di Wayne.

### Impiego operativo
Dopo la prima serie, vennero ordinati altri 182 esemplari di questi leggeri aerei, designati O-49A, con fusoliera leggermente più lunga (i dati si riferiscono a tale modello) e altre piccole modifiche. Alcuni modelli vennero dotati di due galleggianti.
Gli esemplari della RAF vennero battezzate con un nome proprio, Vigilant. Nel frattempo le designazioni USAAF cambiarono, e così la macchina venne ribattezzata L-1 e L-1A.
Il Vigilant venne sostituito dalla serie di apparecchi noti come "Grasshopper" (Piper L-4 e Aeronca L-3), più efficienti e leggeri anche se di prestazioni inferiori.

## Descrizione tecnica
La tecnica del nuovo apparecchio era semplice, e non molto dissimile da quella di altri aerei della categoria: massima semplicità e leggerezza, niente armamento ma la possibilità di trasportare due persone, come negli aerei commerciali leggeri.
L'ala era ovviamente fondamentale per ottenere prestazioni adeguate ed aveva una struttura alta controventata, bordo d'entrata alare occupato da slat automatici mentre quello d'uscita era riccamente dotato di flap a doppia fessura, per quasi i due terzi della lunghezza. Per il resto vi erano grandi alettoni a fessura che si inclinavano di 26 gradi quando i flap erano totalmente abbassati.
La struttura era metallica, ma il rivestimento era misto metallo-tela. Il carrello d'atterraggio era fisso, pensato per i terreni non preparati.
Il motore era dotato di un'elica bipala a passo fisso.

## Versioni

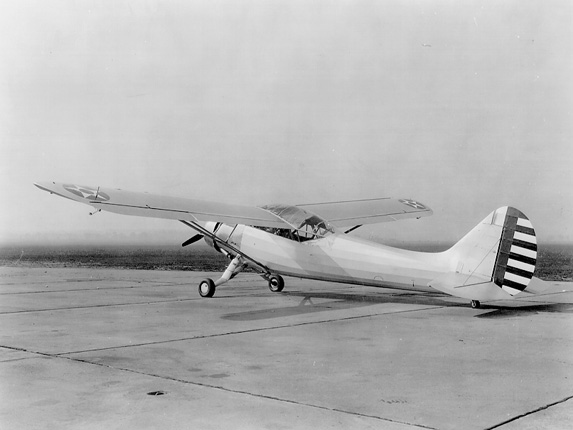
Un 0-49 Vigilant in sosta a Patterson Field durante la seconda guerra mondiale.

Tutti i dati tratti da Merriam tranne dove indicato.
Stinson Model 74designazione aziendale
YO-49designazione ufficiale USAAC del prototipo vincitore del contratto di fornitura.
O-49 Vigilantdesignazione per il primo lotto di fornitura di 142 esemplari.
L-1 Vigilantridesignazione del 0-49 nel 1942.
O-49A Vigilantversione modificata nella fusoliera, più lunga di 13 in, prodotta in 182 esemplari.
O-49B Vigilantconversione in aeroambulanza, realizzata in 3 (o 4) esemplari.
L-1A Vigilantridesignazione del 0-49A nel 1942.
L-1B Vigilantridesignazione del 0-49B nel 1942.
L-1C Vigilantversione aeroambulanza dell'L-1A, 113 esemplari riconvertiti.
L-1D Vigilantversione aereo da traino bersagli dell'L-1A, da 14 a 21 esemplari convertiti.
L-1E Vigilantversione aeroambulanza anfibia dell'L-1, conversione di 7 esemplari.
L-1F Vigilantversione aeroambulanza anfibia dell'L-1A, conversione di 5 esemplari.
Vigilant Mk Idesignazione britannica degli esemplari assegnati alla Royal Air Force dell'L-1, da 14 a 17 esemplari trasferiti tramite Lend Lease.
Vigilant Mk IIdesignazione RAF dell'L-1A, 96 esemplari assegnati, da 13 a 54 effettivamente consegnati.
CQ-2 Vigilantconversione da controllo aerobersagli dell'L-1A destinata alla United States Navy, uno o più esemplari convertiti.

## Utilizzatori
Regno Unito
- Royal Air Force

 Stati Uniti
- United States Army Air Corps

## Esemplari attualmente esistenti

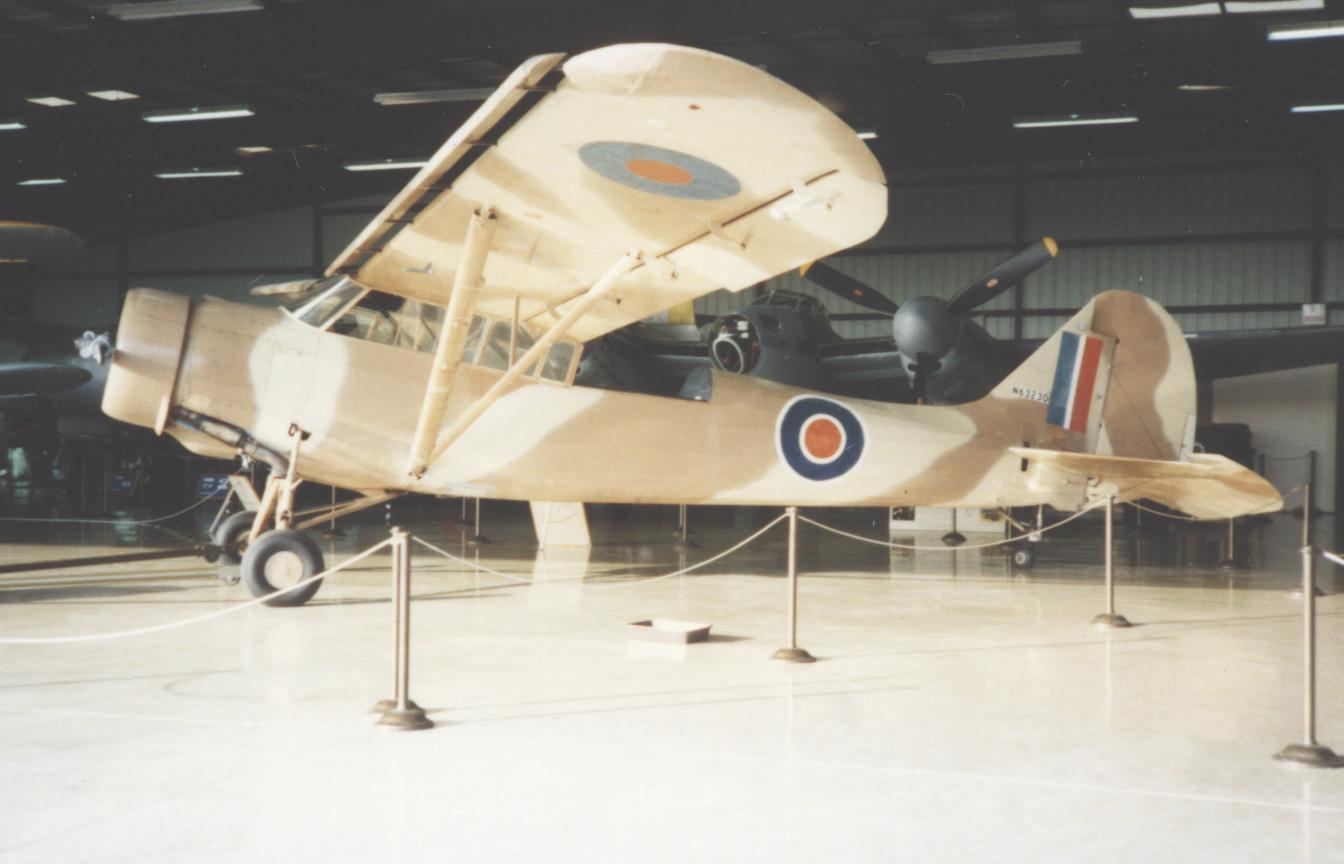
L'esemplare di O-49 in livrea RAF esposto al Weeks Museum di Tamiami, Florida

Grazie alla loro semplicità nella manutenzione ed alla robustezza del velivolo sono arrivati ai nostri giorni un buon numero di esemplari, alcuni dei quali mantenuti ancora in condizioni di volo dai loro proprietari.
Sono cinque gli esemplari presenti in mostra statica nelle strutture museali negli Stati Uniti d'America, tra i quali un O-49 ex USAAC esposto al Weeks Museum di Tamiami, in Florida, riprodotto con la livrea L-1 Vigilant appartenuta alla RAF.

## Velivoli comparabili
Stati Uniti
- Taylorcraft L-2
- Aeronca L-3
- Piper L-4